# Chantal Achterberg
Chantal Achterberg (Vlaardingen, 16 aprile 1985) è una canottiera olandese, vincitrice della medaglia d'argento nel 4 di coppia a Rio de Janeiro 2016.

## Palmarès
- Olimpiadi

Londra 2012: bronzo nell'8.
Rio de Janeiro 2016: argento nel 4 di coppia.
- Mondiali

Poznan 2009: oro nel 4 senza e bronzo nell'8.
Karapiro 2010: oro nel 4 senza.
Aiguebelette-le-Lac 2015: bronzo nel 4 di coppia.
- Europei

Belgrado 2014: argento nel singolo.
Poznan 2015: argento nel 4 di coppia.